# ألفرد هايز
ألفرد هايز (بالإنجليزية: Alfred Hayes)‏ هو اقتصادي أمريكي، ولد في 4 يوليو 1910 في إثاكا في الولايات المتحدة، وتوفي في 21 أكتوبر 1989 في نيو كانان في الولايات المتحدة.